# Ерік Мабіус
Ерік Мабіус (22 квітня 1971, Гаррісберг, Пенсільванія) — американський актор кіно і телебачення,  відомий за ролями в серіалі «Ugly Betty» (Деніел Мід) і в науково-фантастичного фільму жахів 2002 року «Оселя Зла» .

## Біографія
Ерік Мабіус народився 22 квітня 1971 у штаті Пенсільванія (США). Після закінчення школи, він навчався у Коледжі Сара-Лоуренс, де вивчав акторське мистецтво, кінематографію і теорію кіно. У роки навчання в коледжі Ерік почав брати участь у театральних постановках в Нью-Йорку.

Кар'єру актора Ерік почав з невеликій ролі у бродвейській постановці, а першу кінороль він отримав у фільмі 1995 року «Ласкаво просимо в ляльковий будинок», призера щорічного Sundance Film Festival.
27 лютого 2006 Ерік одружився з Ів Шерман, з якою разом навчався в школі. Пара виховує двох дітей — Максвела Еліота (нар. 15 червня 2006) і Райлана Джексона (нар. 7 грудня 2008 в Нью-Йорку).

## Фільмографія
- 1995 — Ласкаво просимо в ляльковий будинок — 'Welcome to the Dollhouse'
- 1995 — The Journey of August King
- 1996 — I Shot Andy Warhol
- 1996 — Harvest of Fire
- 1996 — A Gun for Jennifer
- 1997 — Лугові собачки / Lawn Dogs
- 1997 — Black Circle Boys
- 1999 — The Minus Man
- 1999 — Розкішне життя / Splendor
- 1999 — Жорстокі ігри / Cruel Intentions
- 2000 — Ворон 3: Порятунок / The Crow: Salvation
- 2000 — On the Borderline
- 2001 — Tempted
- 2002 — Оселя зла / Resident Evil
- 2004—2006 — The L Word (телесеріал) / The L Word (серіал) — Тім Хеспел
- 2006—2010 — Погануля (телесеріал) / Ugly Betty (серіал) — Деніел Мід
- 2006 — Весілля на Різдво /A Christmas Wedding — Бен
- 2011 — Ізгої (телесеріал) / Outcasts (серіал) — Джуліус Бергер